# Чаша Нептуна
Чаша Нептуна, или кубок Нептуна, или чаша Амфитриты (лат. Cliona patera) — бокаловидная морская губка из отряда Clionaida класса обыкновенных губок (Demospongiae).

## Описание
В высоту может достигать 1,25 м, отверстие эллиптической формы, до 79 см в длину и 23 см в ширину. Окраска живой губки от белой до бледно-жёлтой.

## Ареал
Обитает в тропических водах Индо-Тихоокеанской области от берегов Индокитая на севере ареала до залива Карпентария на севере Австралии на юге.

## Численность
Очень редкий, исчезающий вид, вымерший на большей части своего былого ареала. Последняя находка этой губки в водах Индонезии (у западных берегов острова Ява) датируется 1908 годом, а у побережья Сингапура её не встречали с 1870-х годов. На протяжении почти ста лет не было найдено ни одного экземпляра чаши Нептуна и многие учёные считали этот вид вымершим. Однако, с 1990-х годов эти губки стали снова появляться в донных пробах у северного побережья Австралии и в Арафурском и Тиморском морях, а в марте 2011 года две молодые особи были обнаружены у берегов Сингапура.

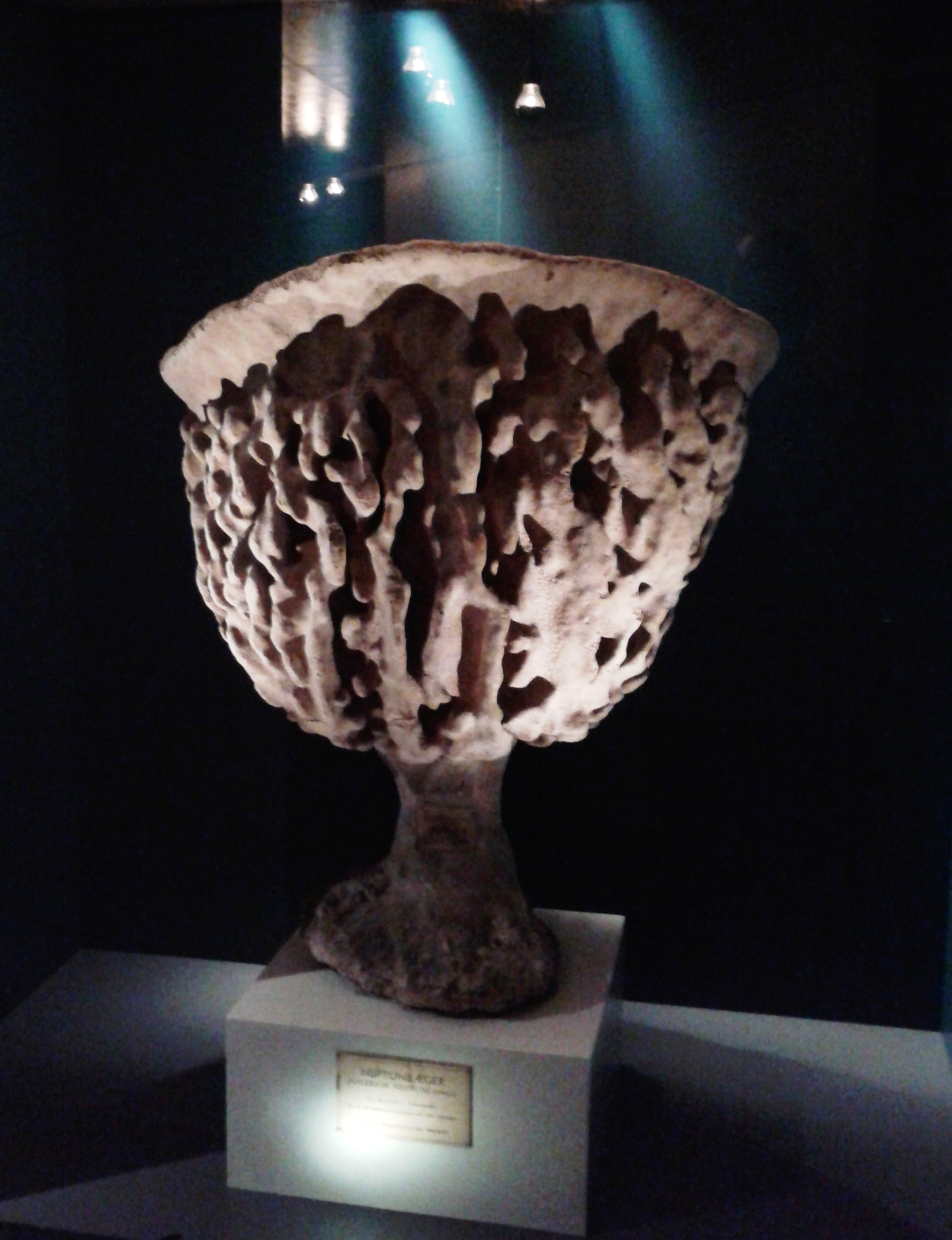
Чаша Нептуна в Зоологическом музее в Копенгагене, Дания